# Lennie Dale
Leonardo La Ponzina, mais conhecido como Lennie Dale (Nova Iorque, 21 de julho de 1937 — 9 de agosto de 1994) foi um coreógrafo, dançarino, ator e cantor ítalo-americano radicado no Brasil e naturalizado brasileiro.

## Biografia
Nascido no bairro do Brooklyn, em Nova York, iniciou sua carreira profissional no programa infantil Star Lime Kids, co-estrelado por Connie Francis.
Dos 14 aos 21 anos, deu aulas de balé, em tempo integral. Integrou o elenco do espetáculo West Side Story, encenado na Broadway. Em seguida, mudou-se para Londres, onde foi contratado por um empresário de Shirley Bassey, realizando apresentações pela Europa e participando, ao lado de Gene Kelly, de um programa da televisão italiana.
Foi responsável pela coreografia para 500 bailarinos do filme Cleópatra, protagonizado por Elizabeth Taylor, de quem se tornou amigo.
Ele chegou ao Brasil em 1960 trazido pelo diretor de teatro de revista, Carlos Machado, para realizar a coreografia de uma peça musical. A partir daí passou a ficar no país por longas temporadas.
Figura de destaque nos anos 1960 e 1970 por sua atuação junto a artistas fundadores do movimento musical urbano carioca, a bossa nova. Dirigiu diversos espetáculos apresentados no Beco das Garrafas, reduto de boêmios e músicos da bossa nova.
Em 1973, em plena ditadura militar no Brasil, fundou o grupo andrógino Dzi Croquettes, que misturava dança com teatro. Por seu humor irreverente, o grupo se tornou um símbolo da contracultura do período.
Lennie Dale viajava constantemente para os Estados Unidos, onde dirigiu espetáculos com artistas de renome como Liza Minelli.
Foi vítima da AIDS e desde que descobriu ser portador do vírus em 1988 foi para os Estados Unidos onde teve assistência médica gratuita, aconselhado pelo seu próprio médico particular. Faleceu no Coler Hospital em Nova York aos 57 anos.

## Discografia
- Um show de bossa… Lennie Dale com os Bossa Três (1964) Elenco LP
- Lennie Dale e o Sambalanço Trio-Gravado no Zum Zum (1965) Elenco LP
- Berimbau/O pato Lennie Dale e o Sambalanço Trio (1965) Elenco Compacto simples
- Lennie Dale (1965) Elenco LP
- A 3ª Dimensão de Lennie Dale Lennie Dale e Trio 3D (1967) Elenco LP
- O máximo da Bossa Vários artistas (1967) Rare Elenco LP

## Filmografia
- «Dzi Croquettes». , filme de Tatiana Issa e Raphael Alvarez